# Овечий Овраг
Овечий Овраг (рос. Овечий Овраг) — присілок в Краснооктябрському районі Нижньогородської області Російської Федерації.
Населення становить 322 особи. Входить до складу муніципального утворення Краснооктябрський округ.

## Історія
До травня 2022 року входило до складу муніципального утворення Уразовська сільрада.

## Населення
| 2002 | 2010 |
| ---- | ---- |
| 295  | ↗322 |